# Macrolide
Les macrolides sont des molécules à propriétés antibiotiques bactériostatiques, qui ont des macrocycles de lactone souvent associés à des sucres neutres ou aminés. Elles constituent une famille d'antibiotiques capables de diffuser dans les tissus, voire à l'intérieur des cellules. Elles font partie des inhibiteurs de la synthèse protéique. Ils sont donc actifs sur les germes intracellulaires. Ils sont utilisés dans le cas des infections pulmonaires atypiques (légionellose, infection à Chlamydia), de certaines infections à streptocoques, staphylocoques méti-S, entérocoques. Cependant leur usage est délicat en raison de nombreux effets secondaires et interactions médicamenteuses.
Les kétolides, macrolides de dernière génération, sont intéressants en raison de l'extension de leur activité au pneumocoque de sensibilité diminuée à la pénicilline (ou PSDP). Leurs effets secondaires et contre-indications sont cependant les mêmes. La télithromycine en est le seul représentant ayant été commercialisé

## Étymologie
Mot dérivé du préfixe macro- et du suffixe -olide qui désigne les lactones.

## Membres de ce groupe
Il existe plusieurs types de macrolides avec 14, 15 ou 16 atomes dans leur macrocycle. On les classe parfois en diverses générations :
- 1re génération :
  - cycle à 14 :  érythromycine A
  - cycle à 16 :   spiramycine
- 2e génération 
  - cycle à 14 :  clarithromycine
  - cycle à 14 : roxithromycine
  - cycle à 15 :  azithromycine
  - cycle à 16 :   midécamycine, josamycine .
- 3e génération (kétolides) :
  - cycle à 14 :  télithromycine

On emploie également la spiramycine (utilisée pour traiter la toxoplasmose), l'ansamycine, l'oléandomycine, la carbomycine et la tylocine.

Il existe également une nouvelle classe d'antibiotiques, connus sous le nom de kétolides qui sont structurellement apparentés aux macrolides. Les kétolides, comme la télithromycine (retiré du marché en 2018), sont utilisées pour combattre les infections de l'appareil respiratoire dues à des bactéries résistantes aux macrolides. 

## Usages
Les macrolides sont utilisées en cas d'allergie à la pénicilline. Elles sont alors indiquées pour le traitement de l'angine à streptocoques, des infections des voies respiratoires inférieures (bronchites bactériennes, pneumonies M. pneumoniae, C. pneumoniae, L. pneumophiliae et C. psittaci), de certaines infections uro-génitales (en alternative aux cyclines) comme les infections à C. trachomatis (traitement à l'azithromycine de courte durée) et U. urealyticum ainsi que dans le traitement de certaines  MST;

## Mécanisme d'action
Les macrolides (des bactériostatiques) à chaîne 14 ou 16 carbones altèrent la synthèse des protéines bactériennes en se fixant sur les ribosomes (sous-unité 50S) et en bloquant l'activité de translocation (dernière étape de l'élongation lors de la synthèse d'un peptide) par encombrement stérique.
Les macrolides sont éliminés au niveau de la bile.

## Antibiorésistance

### Résistance intrinsèque
Les bactéries gram négatif sont généralement naturellement résistantes aux macrolides car leur membrane cellulaire externe est imperméable aux molécules hydrophobes telles que les macrolides. Exemples : Escherichia coli, Salmonella typhi.

### Résistance acquise
Au moins trois mécanismes de résistance aux macrolides existent, qui sont : la modification de la cible, l'inactivation et l'efflux.
1. La voie principale de résistance aux macrolides développée par les bactéries passe par la méthylation post-transcriptionnelle de l'ARN ribosomique 23S de la bactérie. 
Cette résistance acquise peut être à médiation plasmidique ou chromosomique, c'est-à-dire par mutation, et se traduit par une résistance croisée aux macrolides, aux lincosamides et aux streptogramines (un phénotype résistant au MLS)[3].

1. une résistance plus rarement observée, est acquise par production d'enzymes inactivatrices de médicaments (estérases ou kinases), ainsi que la production de protéines d'efflux (mécanisme via lequel les cellules rejettent, grâce à des protéines transmembranaires, à l'extérieur des composés toxiques, et dans le cas présent le médicament) dépendantes de l'ATP [réf. nécessaire].

L'azithromycine a par exemple été très utilisée pour traiter l'angine streptococcique (infection streptococcique du groupe A (GAS) causée par Streptococcus pyogenes) chez les patients allergique ou sensible à la pénicilline, mais des souches streptococcique de GAS, sont ou sont devenues résistantes aux macrolides. La céphalosporine est alors une autre option pour ces patients[réf. nécessaire].

## Effets secondaires
- Effets sur le muscle : certains macrolides, quand ils sont combinés aux statines (traitement communément utilisé pour diminuer le taux de cholestérol) peuvent induire une myopathie débilitante ; en 2008, le British Medical Journal a recommandé de ne pas associer ces deux traitements[6]. 
En effet, certains macrolides (clarithromycine et érythromycine, pas l'azithromycine) sont de puissants inhibiteurs du système du cytochrome P450, en particulier du CYP3A4.
- Effets cardiovasculaires indésirables : Les macrolides (érythromycine et clarithromycine notamment) ont aussi un effet de classe sur l'allongement de l'intervalle QT, ce qui peut entraîner des torsades de pointe.
- Effets digestifs (sur le système Foie-Bile-Duodénum)
- Les macrolides ont un « recyclage entérohépatique » ; c'est-à-dire que le médicament est absorbé dans l'intestin et envoyé au foie, pour être ensuite excrété dans le duodénum dans la bile du foie. Cela peut entraîner une accumulation du produit dans le système, provoquant des nausées. 
- Chez les nourrissons, l'utilisation de l'érythromycine a été associée à une sténose du pylore[7],[8]. 
-Plusieurs macrolides se sont montrés capables de provoquer une cholestase (la bile ne peut plus s'écouler du foie vers le duodénum)[9].

Une nouvelle étude a trouvé une association entre l'utilisation d'érythromycine pendant la petite enfance et le développement de la sténose pylorique hypertrophique infantile (IHPS) chez les nourrissons. Mais aucune association significative n'a été trouvée entre l'utilisation de macrolides pendant la grossesse ou l'allaitement.
Selon une revue Cochrane, les symptômes gastro-intestinaux sont l'effet indésirable le plus souvent rapporté.

## Interactions
Les macrolides ne doivent pas être pris avec la colchicine, car cela peut synergiquement aggraver la toxicité de la colchicine (la toxicité de la colchicine se manifeste notamment par des troubles gastro-intestinaux, de la fièvre, des myalgies, une pancytopénie et une insuffisance organique.

## Tableau d'efficacité
Voici un tableau d'efficacité potentiel des macrolides.
Légende:
- spectre utile
- non couvert
- intermédiaire / résistance fréquente
- CG+ : Cocci gram +
- BGN : bacilles gram négatif
- BG+ : Bacilles gram +

### Bactéries aérobies
L'information du spectre d'efficacité de l'antibiotique est à titre indicatif (en particulier pour les étudiants en médecine), si vous devez prescrire des antibiotiques, veuillez vous référer aux recommandations officielles.
|          | Gram + | Gram - |
| Cocci    | Staphylocoque (coccis en amas) : - à coagulase négative - aureus Streptocoque (cocci en chainettes) : - pyogenes du groupe A, pneumoniae - autres streptocoques : groupe D (bovis) ... Entérocoques : (diplocoques) Enterococcus fecalis (ressemblent aux streptocoques) | Nesseria (2 principaux cocci gram -) - Meningitidis (méningocoque) - gonorrhoeae Cocco-baciles (germes en pédiatrie): - Moraxella - Branhamella catarrhalis |
| Bacilles | "Listeria monocytogenes (le seul BG+ à connaître)" "Corynebacteirum diphteriae" Bacillus anthracis | Enterobacteries : Escherichia coli (ETEC, EPEC, EHEC), Klebsiella, Enterobacter, Serratia, Proteus, Salmonella, Shigella, Yersinia pestis / enterocolitica Autres BGN : Campylobacter, Helicobacter pylori et jejuni, Vibrio cholerae, Pasteurella, Haemophilus influenzae HACEK (Haemophilus, Actinobacillus, Cardiobacterium, Eikenella, Kingella) Bordetella pertussis, Legionella (intracellulaire facultatives) morsures griffures : Bartonella henselae, Francisella tularensis (maladie des griffes du chat) Pseudomonas (à part) |

### Bactéries anaérobies
L'information du spectre d'efficacité de l'antibiotique est à titre indicatif (en particulier pour les étudiants en médecine), si vous devez prescrire des antibiotiques, veuillez vous référer aux recommandations officielles.
|          | Gram + | Gram - |
| Bacilles | Clostridium (principaux BG+ anaérobies): tetani, botulinum, perfringens, difficile Propionibacterium acnes Actinomyces | Bacteroides fragilis fusobacterium morsures griffures : Pasteurella multocida (chien, anaérobie facultative) |
| Cocci    | Peptostreptoccus sp.                                                                                                   | |

### Autres bactéries
L'information du spectre d'efficacité de l'antibiotique est à titre indicatif (en particulier pour les étudiants en médecine), si vous devez prescrire des antibiotiques, veuillez vous référer aux recommandations officielles.
| Intracellulaires | Spirochètes (bactéries hélicoïdales Gram -)                              | Mycobactéries = BAAR                                        | Nocardia             |
| --- | ------------------------------------------------------------------------ | ----------------------------------------------------------- | -------------------- |
| Chlamydia (trachomatis, psitacci, pneumoniae) mycoplasme (pulmonaire), Ureaplasma urealyticum (uro genital) Rickettsia | Treponema (pallidum) Borrelia (burgdorferi = Maladie de Lyme) Leptospira | tuberculosis leprae mycobactéries atypiques (avium, xenopi) | Pneumoystis joriveci |

| Germes intracellulaires facultatifs | Germes intracellulaires obligatoires |
| --- | --- |
| Legionella (BGN aérobie) Bordetella pertussis : coqueluche (BGN aérobie) Mycobacterium tuberculosis : tuberculose (mycobactérie) Salmonella typhi : fièvre typhoïde (BGN aérobie) Brucella sp. : brucellose (?) Legionella pneumophila : légionellose (BGN aérobie) Listeria monocytogenes : listériose (BG+ aérobie) Francisella tularensis : tularémie (?) | Mycobacterium leprae : lèpre (mycobactérie) Rickettsia sp: fièvre boutonneuse, typhus Coxiella burnetii : fièvre Q Chlamydia trachomatis : trachome, pneumopathies (intracellulaire) |

## Effets secondaires
Ces antibiotiques sont en règle générale bien tolérés.
Certains sont métabolisées par le cytochrome P450 avec le risque d'interactions médicamenteuses qui en découle, l'azithromycine semblant le plus neutre sur ce point de vue.
Jouant sur certains canaux ioniques, ils peuvent perturber la repolarisation de la cellule musculaire cardiaque en allongeant cette dernière, augmentant le risque de torsades de pointe, et de trouble du rythme cardiaque. Plusieurs macrolides sont ainsi soupçonnés d'augmenter légèrement le risque de mort d'origine cardiaque : c'est le cas de l’érythromycine, de l'azithromycine et de la clarythromycine, la roxithromycine semblant neutre sur ce sujet.